# Danila
Danila je žensko osebno ime. Moška ustreznica imena je Danilo.

## Izvor imena
Ime Danila je različica ženskega osebnega imena Danijela.

## Pogostost imena
Po podatkih Statističnega urada Republike Slovenije je bilo na dan 31. decembra 2007 v Sloveniji število ženskih oseb z imenom Danila: 272.

## Osebni praznik
Osebe z imenom Danila lahko godujejo takrat kot Danijele.